# Val Barker trofæet
Val Barker trofæet er en udmærkelse, der gives ved de Olympiske Leges bokseturnering til den bokser, der vurderes at være den bedste tekniker blandt turneringens deltagere. Trofæet er opkaldt efter den engelske amatørbokser Val Barker, der i 1891 blev engelsk mester og siden formand for Fédération Internationale de Boxe Amateur. 

## Modtagere
| År   | Sted        | Bokser                    | Nationalitet | Vægtklasse     | Medalje |
| ---- | ----------- | ------------------------- | ------------ | -------------- | ------- |
| 1936 | Berlin      | Louis Laurie              | USA          | Fluevægt       | Bronze  |
| 1948 | London      | George Hunter             | RSA          | Letsværvægt    | Guld    |
| 1952 | Helsinki    | Norvel Lee                | USA          | Letsværvægt    | Guld    |
| 1956 | Melbourne   | Richard McTaggart         | GBR          | Letvægt        | Guld    |
| 1960 | Rom         | Giovanni "Nino" Benvenuti | ITA          | Weltervægt     | Guld    |
| 1964 | Tokyo       | Valeri Popenchenko        | URS          | Mellemvægt     | Guld    |
| 1968 | Mexico City | Philip Waruinge           | KEN          | Fjervægt       | Bronze  |
| 1972 | München     | Teofilo Stevenson         | CUB          | Sværvægt       | Guld    |
| 1976 | Montréal    | Howard Davis, Jr.         | USA          | Letvægt        | Guld    |
| 1980 | Moskva      | Patrizio Oliva            | ITA          | Letweltervægt  | Guld    |
| 1984 | Los Angeles | Paul Gonzales             | USA          | Let-fluevægt   | Guld    |
| 1988 | Seoul       | Roy Jones, Jr.            | USA          | Letmellemvægt  | Sølv    |
| 1992 | Barcelona   | Roberto Balado            | CUB          | Super-sværvægt | Guld    |
| 1996 | Atlanta     | Vassiliy Jirov            | KAZ          | Letsværvægt    | Guld    |
| 2000 | Sydney      | Oleg Saitov               | RUS          | Weltervægt     | Guld    |
| 2004 | Athen       | Bakhtiyar Artayev         | KAZ          | Weltervægt     | Guld    |
| 2008 | Beijing     | Vasyl Lomachenko          | UKR          | Fjervægt       | Guld    |
| 2012 | London      | Serik Sapiyev             | KAZ          | Welterweight   | Guld    |

|}